# 24059 Галверсон
24059 Галверсон (24059 Halverson) — астероїд головного поясу, відкритий 2 жовтня 1999 року.
Тіссеранів параметр щодо Юпітера — 3,652.